# Karl Moll (Politiker)
Karl Moll (* 13. Oktober 1884 in Meersburg; † 2. Dezember 1936 ebenda) war ein deutscher Kommunalpolitiker und Bürgermeister von Meersburg am Bodensee.

## Leben und Wirken

### Herkunft, Studium und Wehrdienst

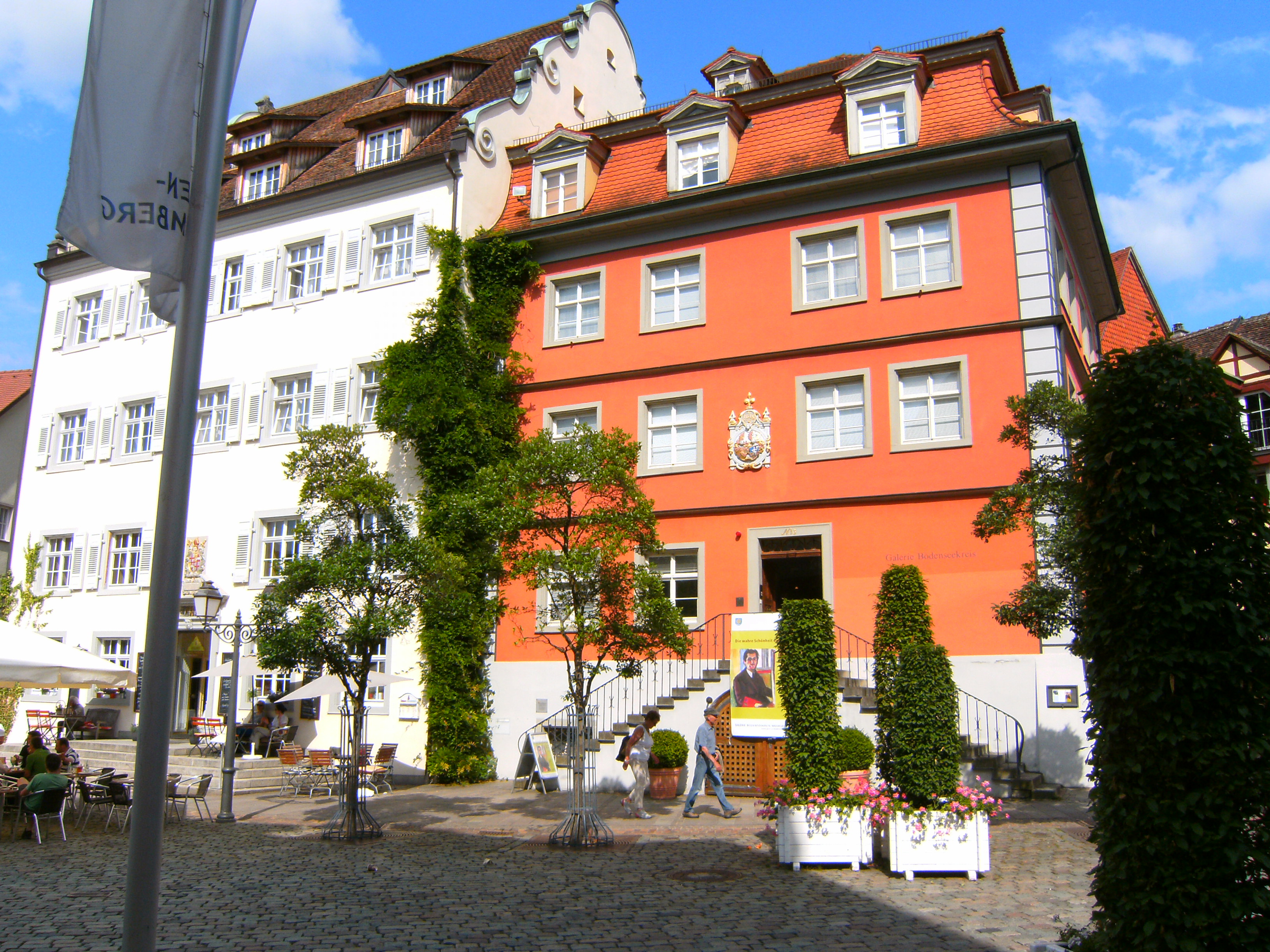
Geburtshaus von Karl Moll im Hofmeisterhaus am Schlossplatz in Meersburg

Karl Moll war der Sohn des Taubstummenlehrers Otto Moll und wurde im ehem. Hofkanzlerhaus in Meersburg geboren. Nach seinem Abitur in Konstanz im Jahr 1905 und Militärdienst in München studierte er Volkswirtschaft (auch Finanzwissenschaft und Staatsrecht) in Berlin und Straßburg und promovierte 1910. Er war im Bund Deutscher Verkehrsvereine beschäftigt und bereiste die europäischen Länder. Bei Ausbruch des Ersten Weltkriegs wurde er zum Fußartillerie-Regiment 14 in Straßburg eingezogen. Er war Hauptmann des Deutschen Heeres und erhielt mehrere militärische Auszeichnungen, darunter das Ritterkreuz 2. Klasse des Ordens vom Zähringer Löwen. Er schied am 11. Januar 1919 aus dem Militärdienst aus.

### Bürgermeister von Meersburg
Karl Moll war von 1919 bis zu seinem Tod 1936 Bürgermeister von Meersburg. Er trug mit seinen Kenntnissen der Meersburger Verhältnisse und des europäischen Fremdenverkehrs wesentlich zur Entwicklung des Ortes bei, vor allem zur Entwicklung des Tourismus. Er führte im Jahr 1919 die Kurtaxe und das von ihm selbst geschriebene und redigierte Gemeindeblatt ein, in das er gelegentlich humorvolle Nebenbemerkungen einfließen ließ. Während seiner Amtszeit wurde die Infrastruktur Meersburgs 1921–1934 durch den Strandbadbau, 1921–1927 durch Elektrifizierung und neue Kanalisation, 1926 durch das neue Seepumpwerk sowie Wasserleitungsbau, Straßenbau, Seeanlagen auf Auffüllgrund entscheidend verbessert. 1928 setzte er sich bei der Stadt Konstanz für den Bau des Fährehafens am nördlichen Seeufer in Meersburg ein. So wurden die Autofähre Konstanz–Meersburg und die Weiterführung der Bundesstraße 33 zwischen Meersburger Nord- und Konstanzer Südufer des Bodensees ermöglicht. Karl Moll setzte sich für den Erhalt der Meersburger Trachten mit der filigranen Trachtenhaube ein. In den Anfängen der nationalsozialistischen Zeit bewahrte er sich trotz Parteizugehörigkeit seine Eigenständigkeit. Er gehörte dem Verein für Geschichte des Bodensees und seiner Umgebung an und versah die Geschäftsführung („Pflegschaft“) in Meersburg.

## Gedenken

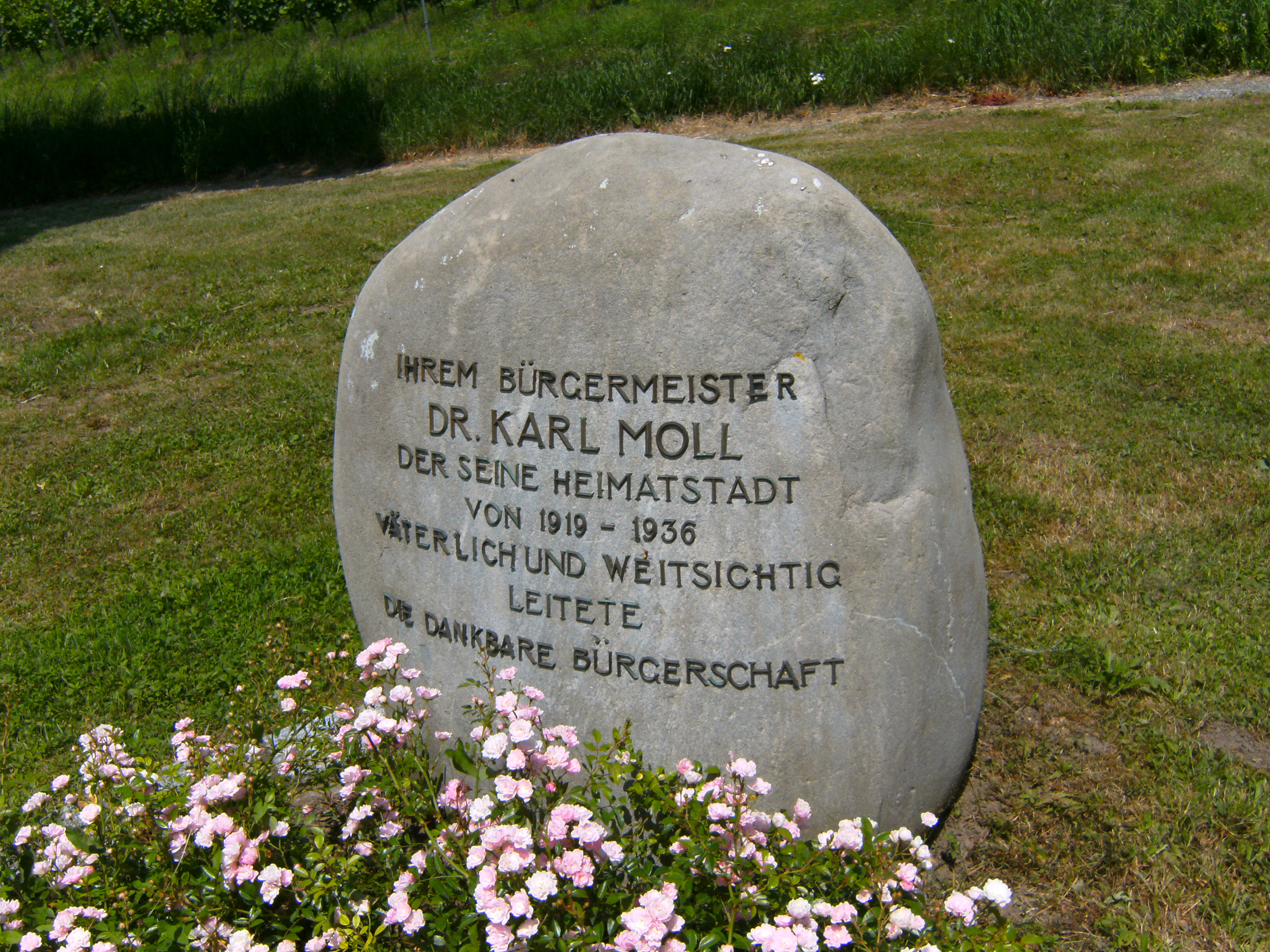
Gedenkstein für Karl Moll am Karl-Moll-Platz in Meersburg an der Bundesstraße 33

In Ehrung seiner Verdienste um den Fremdenverkehr wird eine Grünfläche mit Aussichtspunkt an der Bundesstraße 33 oberhalb des Unterstadttors „Dr.-Moll-Platz“ genannt. Ein Gedenkstein erinnert an sein Wirken für die Entwicklung von Meersburg.

## Schriften
- Die Ehrbare Gesellschaft der 101 Bürger in Meersburg. August Feyel, Überlingen 1922 (Nachdruck der 3. Aufl. von 1928 u. d. T.: Die ehrbare Gesellschaft der Hunderteiner in Meersburg. List & Francke, Meersburg 1988, ISBN 3-88846-005-0).
- Meersburger Weinranken. Den Gästen d. Alten Meersburg zugeeignet. August Feyel, 1933 (Nachdruck u. d. T.: Meersburger Weinranken. Vom Wein und Weinbau in der tausendjährigen Stadt u. am Bodensee. List & Francke, Meersburg 1987, ISBN 3-88846-002-6).